# Nemesis (1992)
Nemesis ist ein US-amerikanisch-dänischer Science-Fiction-Film aus dem Jahr 1992, bei den Albert Pyun Regie führte.

## Inhalt
Im Jahre 2027 arbeitet Alex Rain als Profikiller für das LAPD. Halb Mensch, halb Maschine (Cyborg) wird er auf die Jagd nach der „Roten Armee Hammerhead“, einer terroristischen Vereinigung, die den Fortbestand der menschlichen Rasse erhalten will, geschickt. Als er bei einem Auftrag fast getötet wird und immer mehr Teile von ihm ersetzt werden müssen, gerät er in eine Sinnkrise. Er pumpt sich mit Speed voll und verkommt immer mehr. Doch sein Boss Commissioner Farnsworth schnappt ihn in Rio de Janeiro und lässt ihm eine Bombe einpflanzen.
Alex soll seine Expartnerin, den Cyborg Jared, aufspüren, die sich auf Java versteckt hält. Sie wolle Informationen an die „Rote Armee Hammerhead“ verkaufen. Auf Java gerät Alex zwischen die Fronten von Gangsterboss Angie-Liv und seinen Auftraggebern. Von Julian erhält Alex die Information, dass Jared gestorben ist und nur noch als Datei vorliegt. Julian übergibt den Chip mit den Daten an Alex. Gleichzeitig ist sein Auftraggeber selbst ein Cyborg, der den echten Commissioner ersetzt. Julian kann einen Störsender an Alex anbringen, der die Funksignale zur Bombe blockiert. Gerade rechtzeitig kann Alex das Hotel verlassen, während Julian von Farnsworth getötet wird.
Mit der Hilfe von Max Impact gelangt Alex zu einem der Anführer der Red Army Hammerheads. Es handelt sich um Angie-Liv. Doch noch bevor dieser ihm seinen Plan erläutern kann, stürmen Farnsworths Männer das Hauptquartier der Rebellengruppe. Zusammen mit Max kann Alex fliehen und hat den Chip nun bei sich. Max überredet ihn zu Yoshiro zu gehen, einem weiteren Hammerhead, der sich an einem Vulkan versteckt hält. Auf dem Weg dorthin töten sie mehrere von Farnsworths Männern, doch Farnsworth selbst bleibt funktionsfähig und verfolgt sie als Roboterskelett.
Zusammen mit Yoshiro können die drei entkommen, doch im Flugzeug attackiert Farnsworth Alex. Es gelingt Alex den Cyborg zu zerstören und er selbst wird später wiederhergestellt. Von nun an kämpft er zusammen mit Max für das Überleben der Menschheit gegen die Cyborgs.

## Kritik
„Aufwendiger, tricktechnisch hervorragender düsterer Science-Fiction-Film, der seine Inspirationsquellen u. a. ‚Blade Runner‘ nicht verleugnen kann, ihnen jedoch inhaltlich weit unterlegen ist.“

## Fortsetzungen
Es folgten drei Fortsetzungen, welche alle von Albert Pyun inszeniert wurden. Die Hauptrolle übernahm Sue Price.
- 1995: Nemesis 2 – Die Vergeltung (Nemesis 2: Nebula)
- 1996: Nemesis 3 – Die Entscheidung (Nemesis III: Prey Harder)
- 1997: Nemesis 4 – Engel des Todes (Nemesis 4: Death Angel)
- 2018: Nemesis 5: The New Model

## Sonstiges
- Der Film spielte insgesamt 2.001.124 US-Dollar an den Kinokassen ein.[3]
- Der Film startete in Deutschland im April 1993 auf Video.
- In Deutschland war der Film bis Dezember 2013 indiziert.